# Dolmen im Broby Vesterskov
Die Dolmen im Broby Vesterskov (vier Lang- und vier Runddyssen) befinden sich im Südteil eines großen Waldes, nahe der Suså (Fluss), westlich von Vester Broby auf der dänischen Insel Seeland. Die Megalithanlagen der Trichterbecherkultur (TBK) entstanden zwischen 3500 und 2800 v. Chr.

## Langdolmen 1
Der West-Ost orientierte Langdolmen ist mit einer Länge von etwa 88 m, einer Breite von etwa 8,0 m, einer Höhe von 1,2 m (im Osten – im Westen nahe null) und den 161 Randsteinen der größte im Wald und der drittlängste auf Seeland. Die etwa 1,4 × 0,8 m große Kammer ist ein etwa mittig liegender Polygonaldolmen mit fünf Tragsteinen und einem nahezu kugelförmigen Deckstein.

## Langdolmen 2
Der West-Ost orientierte Langdolmen ist mit einer Länge von etwa 22 m, einer Breite von etwa 8,0 m und einer Höhe von 1,4 m der zweitgrößte im Wald. Von den 34 Randsteinen sind einige umgestürzt. Die längsliegende Kammer besteht nur noch aus drei Tragsteinen.

## Langdolmen 3
Der West-Ost orientierte restaurierte Langdolmen hat eine Länge von etwa 9,0 m, eine Breite von etwa 6,0 m und eine Höhe von 1,4 m. Die 24 Randsteine befinden sich in situ. Die längsliegende Kammer misst 1,35 × 0,7 m, ist 1,4 m hoch und besteht aus drei Tragsteinen und einem Deckstein mit einigen Schälchen.

## Langdolmen 4
Der Nordwest-Südost orientierte Langdolmen hat eine Länge von etwa 12,0 m, eine Breite von etwa 8,0 m und eine Höhe von 0,3 m. Die 21 Randsteine befinden sich weitgehend in situ. Die Anlage hat zwei Kammern.
Die östliche, längsliegende Kammer besteht aus zwei Tragsteinen auf jeder Seite und einem schweren Deckstein. Im Südosten befindet sich ein Schwellenstein. Ein außerhalb befindlicher Stein ist der Rest eines Ganges. Die 1,6 m hohe Kammer misst innen 1,75 × 0,8 m.
Im Westen liegt eine Kammer aus zwei Tragsteinen ohne Deckstein. Ihre Innenmaße betragen etwa 1,6 × 0,6 m.

## Runddolmen 1
Der nur 0,3 m hohe überwachsene Rundhügel hat etwa 10 m Durchmesser und wird von mindestens vier Grenzsteinen umgeben. Die West-Ost orientierte Kammer ist stärker gestört. Ein etwa 2 m langer Tragstein bildet die Nordseite. Ein kleiner die Südseite, wo ein weiterer Stein fehlt. Die 0,8 m breite Kammer hat keine Decksteine. Vor der Ostseite sind Reste eines 1,6 m langen und 0,7 Meter breiten Ganges mit einem Schwellenstein erhalten.

## Runddolmen 2
Der etwa 1,4 m hohe gut erhaltene Rundhügel von etwa 20 m Durchmesser wird von 21 Randsteinen umgeben. Die Nordwest-Südost orientierte große Kammer wird von drei sehr großen, teilweise mit Zement stabilisierten Tragsteinen und einem großen Deckstein gebildet. Die Kammer hat einen langen Gang, der bis zur Einfassung reicht und am Ende einen Schwellenstein aufweist.

## Runddolmen 3
Der etwa 1,2 m hohe schlecht erhaltene Rundhügel hat etwa 13,0 m Durchmesser. Ein einziger Randstein ist erhalten. Der Nord-Süd orientierte Dolmen besteht aus vier hohen Tragsteinen und einem etwas niedrigeren Schwellenstein im Süden. Hier schließt ein kurzer Gang an. Der hohe Deckstein auf der nordwestlichen Seite des Hügels bedeckt eine Kammer von 1,55 × 0,95 m.

## Runddolmen 4
Der etwa 0,5 m hohe ovale Hügel misst etwa 12 × 9,0 m. Die West-Ost orientierte Kammer ist gestört. Die verlagerten Tragsteine bilden, ohne Deckstein, eine nicht näher zu bestimmende Kammer. Im Hügel wurde zerbrannter Feuerstein gefunden.
Außerhalb des Waldes liegt der Runddolmen Broby Mølsøvdys.